# Capsiato
Il capsiato è un capsinoide presente in piante del genere Capsicum.